# Two Dots
Two Dots é um jogo eletrônico de quebra-cabeça desenvolvido pela Betaworks One e publicado pela Playdots, lançado em 2014 para iOS e Android. 

## Jogabilidade
O objetivo do jogo é alcançar objetivos definidos de cada nível, conectando pontos. O número de níveis disponíveis está em constante crescimento; em dezembro de 2019, o nível 2500 foi lançado com a nova atualização do jogo.
No início de um nível, você obtém uma visão geral dos objetivos a serem alcançados e o número de movimentos disponíveis. Você também tem a opção de usar uma caixa de bônus (se disponível) para o respectivo nível, que fornece um PowerUp. Para fazer uma jogada, o jogador deve conectar pelo menos dois pontos da mesma cor. Isso só pode ser feito horizontal e verticalmente, mas não na diagonal. Quando os pontos estão conectados, esses pontos também desaparecem. Se isso acontecer, se possível, novos pontos gerados aleatoriamente serão trazidos para o nível da parte superior do campo. Se o jogador conectar quatro ou mais pontos a um quadrado ou polígono, todos os pontos que tenham a mesma cor do quadrado ou polígono em forma desaparecerão. Todos os pontos que estão dentro de um polígono em forma
Assim que você atingir as metas específicas para o respectivo nível, você terá acesso ao próximo nível. O jogo funciona com um sistema de pontos e estrelas. Dessa forma, depois de jogar um nível, você recebe uma classificação de pontos, que corresponde a uma, duas ou três estrelas. O jogador começa com cinco vidas, uma das quais perde se falhar. Uma vida leva vinte minutos para se regenerar, o que significa uma hora e quarenta minutos de tempo de regeneração para um total de cinco vidas.
O mundo do jogo do Two Dots é dividido em vários "mundos", que diferem nos elementos do jogo, obstáculos e, consequentemente, também nos objetivos específicos do nível. No entanto, esses mundos não são nomeados separadamente no jogo, mas apenas podem ser reconhecidos por diferentes cenários de fundo na seleção de níveis.
Em contraste com o seu antecessor Dots , o Two Dots contém power-ups, objetivos específicos e vários níveis. Há também promoções especiais no jogo, como ações de busca em objetos ocultos, formatos especiais de bônus ou as chamadas caças ao tesouro, nas quais o jogador pode ganhar material bônus e power-ups.